# لتیسیا ساباتلا
لتیسیا ساباتلا (زاده ۸ مارس ۱۹۷۱) بازیگر و خواننده برزیلی است. لتیسیا ساباتلا که در بلو هوریزونته به دنیا آمد. در حال حاضر او در نوا فریبورگو، یک منطقه کوهستانی در ریودوژانیرو، زندگی می‌کند.
در ۱۶ دسامبر ۲۰۱۳، ساباتلا پس از دو سال آشنایی، در مراسمی صمیمی برای ۳۵۰ مهمان، با بازیگر فرناندو آلوز پینتو در سائوپائولو ازدواج کرد.

## فیلمشناسی

### تلویزیون
| سال  | عنوان                     | نقش                                 | یادداشت                         |
| ---- | ------------------------- | ----------------------------------- | ------------------------------- |
| ۱۹۹۱ | مردان صلح می‌خواهند        |                                     |                                 |
| ۱۹۹۱ | صاحب جهان                 | تایس                                |                                 |
| ۱۹۹۳ | آگوستو                    | فروش                                |                                 |
| ۱۹۹۴ | ۷۴٫۵ - اوما اوندا نو آر   | لویزا                               |                                 |
| ۱۹۹۵ | برادران شجاعت             | ماریا د لارا باروس / دیانا / مارسیا |                                 |
| ۱۹۹۶ | کاچا تالنتوس              | فلور                                |                                 |
| ۱۹۹۶ | تصمیم بگیرید              | باربارا                             | قسمت: "Testemunha de Acusação"  |
| ۱۹۹۸ | توره دی بابل              | سلسته لمه تولدو                     |                                 |
| ۱۹۹۹ | باند پره                  |                                     |                                 |
| ۱۹۹۹ | تصمیم بگیرید              |                                     | قسمت: "Trio em Lá Menor"        |
| ۲۰۰۰ | یک مورالها                | آنا کاردوسو                         |                                 |
| ۲۰۰۱ | اوس مایاس                 |                                     | مشارکت                          |
| ۲۰۰۱ | پورتو دوس میلاگرس         | آرلت پالمیرائو                      | فاز اول                         |
| ۲۰۰۱ | ای کلون                   | لطیفه راچید                         |                                 |
| ۲۰۰۴ | ام سو کوراسائو            | ماریا لوئیزا سوزا بوربا             |                                 |
| ۲۰۰۵ | امروز روز مریم است        | ماریا                               |                                 |
| ۲۰۰۵ | دانش بافندگی              | ماریلیا                             | قسمت: "A Cadeirante"            |
| ۲۰۰۵ | امروز روز مریم ۲ است      | آلونسا / روزیکلر / آسمودیا          |                                 |
| ۲۰۰۶ | JK                        | ماریسا سوارس                        |                                 |
| ۲۰۰۶ | صفحه دا ویدا              | خواهر لاوینیا                       |                                 |
| ۲۰۰۷ | دزجو پرویبیدو             | آنا فرناندس                         |                                 |
| ۲۰۰۸ | سوم برزیل                 | ارائه کننده                         |                                 |
| ۲۰۰۹ | کامینهو داس ایندیاس       | ایون ماگالهاس                       |                                 |
| ۲۰۱۰ | بالاخره زن‌ها چه می‌خواهند؟ | فلانور                              |                                 |
| ۲۰۱۱ | چیکو خاویر                | ماریا                               |                                 |
| ۲۰۱۲ | به عنوان برزیلی           | مونیک                               | قسمت: "A Apaixonada de Niterói" |
| ۲۰۱۲ | نبرد جنسیت‌ها              | آنجلینا                             | مشارکت ویژه                     |
| ۲۰۱۳ | سانگ بوم                  | ورونیکا واسکز / پالمیرا والنته      |                                 |
| ۲۰۱۴ | سسائو د تراپیا            | بیانکا کادور                        | [ ۱۱ ] [ ۱۲ ]                   |
| ۲۰۲۰ | شب روی زمین               | راوی (نسخه پرتغالی)                 |                                 |

### فیلم
| سال  | عنوان                            | نقش             | یادداشت‌ها  |
| ---- | -------------------------------- | --------------- | ---------- |
| ۱۹۹۴ | دندون در دندون                   |                 | فیلم کوتاه |
| ۱۹۹۷ | تصمیم‌گیری                        | لورا            | فیلم کوتاه |
| ۱۹۹۸ | "بلا دوننا"                      | دونا بنتا       |            |
| ۱۹۹۹ | او ترونکو                        | آناستاسیا       |            |
| ۲۰۰۱ | خیابان او شانگو دو بیکر          | اسپریدیانا      |            |
| ۲۰۰۲ | دیسکوس دروال                     | سیلیا           |            |
| ۲۰۰۳ | چاتو، ای ری دو برازیل            |                 |            |
| ۲۰۰۶ | ویستیدو دی نووا                  | لوسیا           |            |
| ۲۰۰۷ | نه برای Acaso                    | لوسیا           |            |
| ۲۰۰۸ | عاشقانه                          | آنا             |            |
| ۲۰۰۸ | گرم                              | مدیر            |            |
| ۲۰۰۹ | فلوردیس - فقط یک کلمه برای تغییر | ایلیان          |            |
| ۲۰۱۰ | چیکو زاوییر                      | ماریا           |            |
| ۲۰۱۰ | آمازونیا کاروانا                 | ززز             |            |
| ۲۰۱۱ | دایره ای                         | کریستینا        |            |
| ۲۰۱۳ | جنگ مادر                         | آنیتا گاریبالدی |            |
| ۲۰۱۹ | ساعت شاد                         | "ورا"           |            |